# The Vintner's Luck (película)
La suerte del vinicultor (The Vintner's Luck) es un drama romántico de producción internacional, coescrito y dirigido por Niki Caro. Está levemente basado en la novela The Vintner's Luck de Elizabeth Knox. La película tuvo una premiere internacional en el Festival Internacional de Cine de Toronto el 12 de septiembre de 2009.
Protagonizado por Jérémie Renier, Vera Farmiga, Gaspard Ulliel, y Keisha Castillo-Hughes. Es la segunda ocasión en la que Caro ha trabajado con la actriz Neozelandesa Castle-Hughes, quién estuvo nominada para un Premio de Academia a la edad de 13 años por su participación en la obra Whale Rider en 2002.

## Argumento
La obra cuenta la historia apasionada de Sobran Jodeau (Jérémie Renier), un joven y ambicioso  vinicultor y los tres amores de su vida – Su hermosa mujer Celeste (Keisha Castillo-Hughes), La orgullosa e intelectual baronesa Aurora de Valday (Vera Farmiga) y Xas (Gaspard Ulliel), un ángel con quién lleva una improbable pero llevadera amistad que rosa fronteras con el erotismo.
Bajo la guía de Xas, Sobran está forzado a sumergirse en la naturaleza  del amor y la fe en el viñado, con lo sensual, lo sagrado y lo profano en la búsqueda de la cosecha perfecta.

## Reparto
- Jérémie Renier como Sobran Jodeau.
- Vera Farmiga cuando Aurora de Valday.
- Gaspard Ulliel como Xas.
- Keisha Castillo-Hughes como Celeste.
- Vania Vilers como Jodeau Padre.
- Eric Godon como el padre Lesy.
- Patrice Valota como el Conde de Vully.
- Jean-Louis Sbille como Henri.
- Lizzie Brocheré como Sabine.

## Producción
La película estuvo dirigida por Niki Caro y coescrita por Caro y Joan Scheckel. Está levemente basada en la novela The Vintner's Luck de Elizabeth Knox. Knox, estuvo decepcionada con el rumbo que tomó la película cuando sintió que Niki Caro "retiró el tema principal del libro", refiriéndose a la relación romántica entre Sobran y Xas, el cual era un aspecto primordial  de la novela y muy superficial en la versión de la película, incluso aunque se haga referencia a la misma. La película fue grabada en Auckland, Nueva Zelanda, Bélgica, y Francia – incluyendo el castillo medieval de Berzé.

## Lanzamiento
La película fue presentada en el Festival de cine Internacional de Toronto  el 12 de septiembre de 2009. Siendo más tarde estrenada en Nueva Zelanda el 12 de noviembre de 2009, Australia el 14 de enero de 2010, y Japón el 23 de octubre de 2010. En los Estados Unidos, la película abre en el Festival de cine de Sedona el 23 de febrero de 2011. Fue estrenada en cines franceses el 25 de enero de 2012, como DVD en el Reino Unido el 20 de septiembre de 2010, en Alemania el 16 de marzo de 2012, y en los Estados Unidos el 17 de abril de 2012.